# Maria van Modena
Maria Beatrice Eleonora Anna Marghareta Isabella d'Este (Modena, 5 oktober 1658 — Saint-Germain-en-Laye, 7 mei 1718) was de dochter van de Italiaanse hertog van Modena, Alfonso IV d'Este. In 1673 trouwde ze met kroonprins Jacobus II van Engeland.

## Biografie
Maria Isabella d'Este werd katholiek opgevoed en overwoog om in een klooster te treden. Lodewijk XIV van Frankrijk achtte haar echter een uitstekende huwelijkspartner voor Jacobus Stuart, de jongere broer van Karel II van Engeland. Jacobus had zich tot het katholicisme bekeerd en een huwelijk met een katholieke vrouw zou de banden tussen Engeland en Frankrijk versterken.
Jacobus had al twee protestantse dochters uit een eerder huwelijk, maar de wet in Engeland verleende voorrang aan mannelijke erfgenamen bij de troonopvolging, ongeacht hun leeftijd vergeleken met die van hun zusters. Het huwelijk riep in het overwegend protestantse Engeland veel tegenstand op, en tijdens de nasleep van de zogenoemde paapse samenzwering in 1678 reisden zowel Jacobus als Maria tijdelijk naar het buitenland om niet ten prooi te vallen aan de woede van het volk.
De koningin slaagde er voorlopig echter nog niet in een mannelijke erfgenaam voort te brengen. De kinderen waren of doodgeboren of stierven als zuigeling. Na de kroning van Jacobus in 1685 nam de druk op Maria verder toe om een mannelijke troonopvolger te baren. Op 10 juni 1688 werd prins Jacobus Stuart geboren, maar het gerucht ging dat het zoveelste doodgeboren kind was vervangen door de zoon van een ander. Enkele maanden later werden Jacobus II en Maria door de Glorious Revolution gedwongen naar Frankrijk te vluchten, zodat de oudste dochter van haar echtgenoot, Maria Stuart, en haar Nederlandse echtgenoot Willem III het koningsechtpaar van Engeland en Schotland werden.
Maria d'Este stierf in 1718 aan borstkanker in het Château de Saint-Germain-en-Laye nabij Parijs en werd bijgezet in de abdij van Chaillot. Haar graftombe werd tijdens de Franse Revolutie verwoest.

## Kinderen
- Catherina Laura (10 januari 1675 – 3 oktober 1675)
- Isabella (28 augustus 1676 – 2 maart 1681)
- Karel (7 november 1677 – 12 december 1677)
- Elizabeth (1678)
- Charlotte Maria (16 augustus 1682 – 16 oktober 1682)
- Jacobus Frans Edward (10 juni 1688 – 1 januari 1766), jakobitisch troonpretendent
- Louise Maria Theresia (28 juli 1692 – 18 april 1712)

- Biblioteca Nacional de España: XX5443356
- Bibliothèque nationale de France: cb15016599s (data)
- Gemeinsame Normdatei: 119206080
- International Standard Name Identifier: 0000 0000 6319 1976
- Library of Congress Control Number: n82000826
- Nationale bibliotheek van Australië: 35860098
- Nationale Bibliotheek van Israël: 987007425067605171
- Nationale Bibliotheek van Polen: a0000003730192
- Nederlandse Thesaurus van Auteursnamen: 292803737
- Istituto Centrale per il Catalogo Unico: MUSV063060
- LIBRIS: 213177
- SNAC: w6q24d9j
- Système universitaire de documentation: 110604954
- Trove: 1119796
- Virtual International Authority File: 54952899
- WorldCat: E39PBJycVbTdYD96CDXp4K3mh3